# Pseudeumastacops pakitzae
Pseudeumastacops pakitzae är en insektsart som beskrevs av Marius Descamps 1979. Pseudeumastacops pakitzae ingår i släktet Pseudeumastacops och familjen Eumastacidae. Inga underarter finns listade i Catalogue of Life.